# Aristida ramosa
Aristida ramosa är en gräsart som beskrevs av Robert Brown. Aristida ramosa ingår i släktet Aristida och familjen gräs. Inga underarter finns listade i Catalogue of Life.